# Noháčovití
Noháčovití (Pedetidae) je čeleď hlodavců z podřádu Anomaluromorpha, kam patří i šupinatky. Zahrnuje jediný rod noháč (Pedetes) s dvěma druhy žijícími v jižní a východní Africe.
Noháči jsou větší hlodavci s výrazně prodlouženýma zadníma nohama a dlouhým osrstěným ocasem. Jsou to noční zvířata, která si vyhrabávají systémy nor, kde přečkávají den. Žijí v pouštních a polopouštních oblastech. Obvykle se pohybují po všech čtyřech končetinách jako králíci, ale především v nebezpečí skáčou po zadních nohách jako klokani.
Potrava se skládá především z cibulek nebo silných kořínků, někdy i semen a stonků. Občas konzumují i hmyz (hlavně sarančata).

## Výskyt
Noháči žijí v jižní a východní Africe od Keni přes Tanzanii, Angolu, Zambii, Zimbabwe, Namibii, Botswanu a Mosambik po Jihoafrickou republiku.
Obývají suché písčité půdy v pouštních nebo polopouštních oblastech.

## Taxonomie
Systematické zařazení čeledi noháčovitých v rámci hlodavců je nejasné.
Známý je jen jeden rod s dvěma druhy:
rod Pedetes – noháč
- druh Pedetes capensis – noháč jihoafrický
- druh Pedetes surdaster – noháč východoafrický

Někteří autoři neuznávají existenci druhu Pedetes surdaster a zařazují jej jako poddruh k druhu Pedetes capensis.

## Vzhled
Noháči jsou statní hlodavci. Jejich tělo měří 350–430 mm, ocas 370–470 mm. Váží 3–4 kg. Jsou zbarveni skořicově hnědě až žlutohnědě. Spodní část těla je béžová až bělavá. Ocas je bohatě ochlupený; jeho konec je černý nebo tmavě hnědý.
Pro noháče jsou charakteristické prodloužené zadní nohy; přední nohy mají krátké. Hlava je krátká a tupě zakončená.
Mají velké oči a celkem 20 zubů: jejich zubní vzorec je
- 1.0.1.3
- 1.0.1.3

## Způsob života

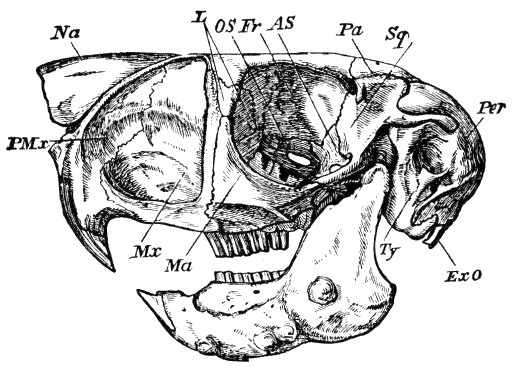
Lebka noháče

Noháči jsou noční zvířata. Vyhrabávají si systémy nor, kde přečkávají den, a do nichž se schovávají před predátory. Žijí jednotlivě, i když při shánění potravy se někdy sdružují do skupinek o 8 až 9 jedincích. V jedné noře však kromě období výchovy mláďat žije vždy jen jeden jedinec.
Při pomalé chůzi se pohybují po všech čtyřech končetinách, v nebezpečí skáčou jen po zadních nohách podobně jako klokani. Jednotlivé skoky měří i přes 2 metry. Za jednu noc nachodí obvykle několik kilometrů.
Potrava se skládá především z cibulek nebo silných kořínků, ale někdy jí i nadzemních částí rostlin nebo jejich semen. Nepohrdnou však ani hmyzem – především sarančaty nebo různými brouky.
Noháči se rozmnožují prakticky po celý rok. Rodí jen jedno mládě vážící 250–300 g, které kojí průměrně 48 dní. Mláďata poté opouštějí hnízdo a dospívají ve třetím roce. Maximální zaznamenaný věk noháče v zajetí byl 19 let.

## Stupeň ohrožení
Noháči jsou v červeném seznamu druhů vyhodnoceni jako málo dotčený druh – nejsou tedy podle současných poznatků ohroženi vyhynutím.